# Mniobia obtusicornis
Mniobia obtusicornis är en hjuldjursart som beskrevs av Murray 1911. Mniobia obtusicornis ingår i släktet Mniobia och familjen Philodinidae. Inga underarter finns listade i Catalogue of Life.